# Општина Зета
Општина Зета је општина у југоисточном делу Црне Горе. Седиште општине је насељено место Голубовци. Према попису из 2011. године на територији општине је живело 16.231 становника. Према прелиминарним резултатима пописа из 2023. године имала је 16.071 становника.
До 16. августа 2022. године општина Зета је била градска општина у оквиру главног града Подгорице као градска општина Голубовци.

## Насељена места
Балабани, Бериславци, Бијело Поље, Бистрице, Ботун, Врањина, Вуковци, Голубовци (Анови, Гошићи), Горичани, Гостиљ, Доња Цијевна, Курило, Љајковићи, Матагужи, Махала, Митровићи, Мојановићи, Понари, Српска и Шушуња.

## Историја
Доношењем Закона о Главном граду 2005. године бивша општина Подгорица постаје главни град Подгорица на чијој се територији формирају градске општине Голубовци и Тузи. Након Туза 2018, и Голубовци постају самостална општина 2022, под називом Зета.

## Спорт
У општини Зета налазе се бројни спортски клубови: фудбалски клуб Зета, фудбалски клуб Иларион, фудбалски клуб Олимпико, атлетски клуб Зета, џудо клуб Милош Станковић, женски рукометни клуб Зета, кошаркашки клуб Вукови Зета, кошаркашки клуб Зета, карате клуб Вукови, карате клуб Кондор, карате клуб Братство, карате клуб Зета, кик-бокс клуб Зета, као и савате клуб Младост.
Град Подгорица и општина Зета се споре коме припадају насеља Ботун, Љајковићи, Митровићи и Цијевна.

## Демографија
Према посљедњем попису становништва из 2023. године, општина Зета има 16 071 становника у 19 насељених места.

### Национални састав становништва општине по попису 2023. године
| Национални састав (са уделом преко 1%)‍ | Национални састав (са уделом преко 1%)‍ | Национални састав (са уделом преко 1%)‍ | Национални састав (са уделом преко 1%)‍ | Национални састав (са уделом преко 1%)‍ |
| -------------------------------------- | -------------------------------------- | -------------------------------------- | -------------------------------------- | -------------------------------------- |
|                                        |                                        |                                        |                                        |                                        |
| Црногорци                              | Црногорци                              |                                        | 8.005                                  | 49,81%                                 |
| Срби                                   | Срби                                   |                                        | 6.946                                  | 43,22%                                 |
| остали                                 | остали                                 |                                        | 516                                    | 3,21%                                  |
| неизјашњени                            | неизјашњени                            |                                        | 604                                    | 3,76%                                  |
| укупно: 16.071                         |                                        |                                        |                                        |                                        |

### Верски састав становништва општине по попису 2023. године
| Верски састав (са уделом преко 1%)‍ | Верски састав (са уделом преко 1%)‍ | Верски састав (са уделом преко 1%)‍ | Верски састав (са уделом преко 1%)‍ | Верски састав (са уделом преко 1%)‍ |
| ---------------------------------- | ---------------------------------- | ---------------------------------- | ---------------------------------- | ---------------------------------- |
|                                    |                                    |                                    |                                    |                                    |
| Православци                        | Православци                        |                                    | 15.406                             | 95,86%                             |
| Муслимани                          | Муслимани                          |                                    | 132                                | 0,82%                              |
| Католици                           | Католици                           |                                    | 123                                | 0,77%                              |
| остали                             | остали                             |                                    | 152                                | 0,94%                              |
| неизјашњени                        | неизјашњени                        |                                    | 258                                | 1,61%                              |

### Језички састав становништва општине по попису 2023. године
| Језички састав (са уделом преко 1%)‍ | Језички састав (са уделом преко 1%)‍ | Језички састав (са уделом преко 1%)‍ | Језички састав (са уделом преко 1%)‍ | Језички састав (са уделом преко 1%)‍ |
| ----------------------------------- | ----------------------------------- | ----------------------------------- | ----------------------------------- | ----------------------------------- |
|                                     |                                     |                                     |                                     |                                     |
| Српски језик                        | Српски језик                        |                                     | 10.252                              | 63,79%                              |
| Црногорски језик                    | Црногорски језик                    |                                     | 4.722                               | 29,38%                              |
| Српско-хрватски језик               | Српско-хрватски језик               |                                     | 364                                 | 2,26%                               |
| остали                              | остали                              |                                     | 406                                 | 2,09%                               |
| неизјашњени                         | неизјашњени                         |                                     | 327                                 | 2,03%                               |